# Pitharcha fasciata
Pitharcha fasciata är en fjärilsart som beskrevs av Ghesquière. Pitharcha fasciata ingår i släktet Pitharcha och familjen äkta malar. Inga underarter finns listade i Catalogue of Life.